# Opera di Donec'k
L'Opera di Donec'k, chiamato anche Teatro dell'Opera e del Balletto di Donec'k (nome completo Teatro accademico statale dell'opera e del balletto di Donec'k), è un teatro dell'opera situato a Donec'k in Ucraina.

## Storia
Fondato nel 1932 a Donec'k come teatro musicale, l'edificio teatrale venne costruito negli anni 1935-44 su progetto dall'architetto L. Kotovsky.
Nel 1941 fu rinominato Teatro russo dell'opera e del balletto di Donec'k. Nel 1947, venne celebrato in questo edificio il processo di Stalino. Nel 1999 il teatro venne dedicato al cantante lirico Anatolij Solov'janenko.